# Otterup
Otterup je město na ostrově Fyn v Dánsku, součást obce Nordfyns v regionu Syddanmark. Žije v něm 5 083 obyvatel.

## Historie a současnost
V nálezišti Galgedil, nacházejícím se na území města, se našly stopy po osídlení již z období neolitu, doby bronzové a doby železné. Objevy více než čtyřiceti hrobů v této archeologické lokalitě je dále doložena přítomnost Vikingů v oblasti během 9. století.
Středověká osada je poprvé zmíněna v roce 1427, kdy se uvádí pod jménem „Ottorp“. V roce 1722 byl v místním panském sídle Nislevgård otevřen útulek pro chudé, později zde byla knihovna a muzeum a v současnosti budova slouží jako internátní škola. Významným pro rozvoj města bylo vybudování železniční tratě Odense–Bogense v roce 1882, která přecházela přes Oteerup. V roce 1889 zde vznikla zbrojovka Schultz & Larsen, která ukončila výrobu až v roce 1994.
V současnosti je město lokálním centrem průmyslu. Nachází se zde například kostel, několik škol, místní fotbalový a hokejový klub a několik dalších sportovních klubů.

## Galerie

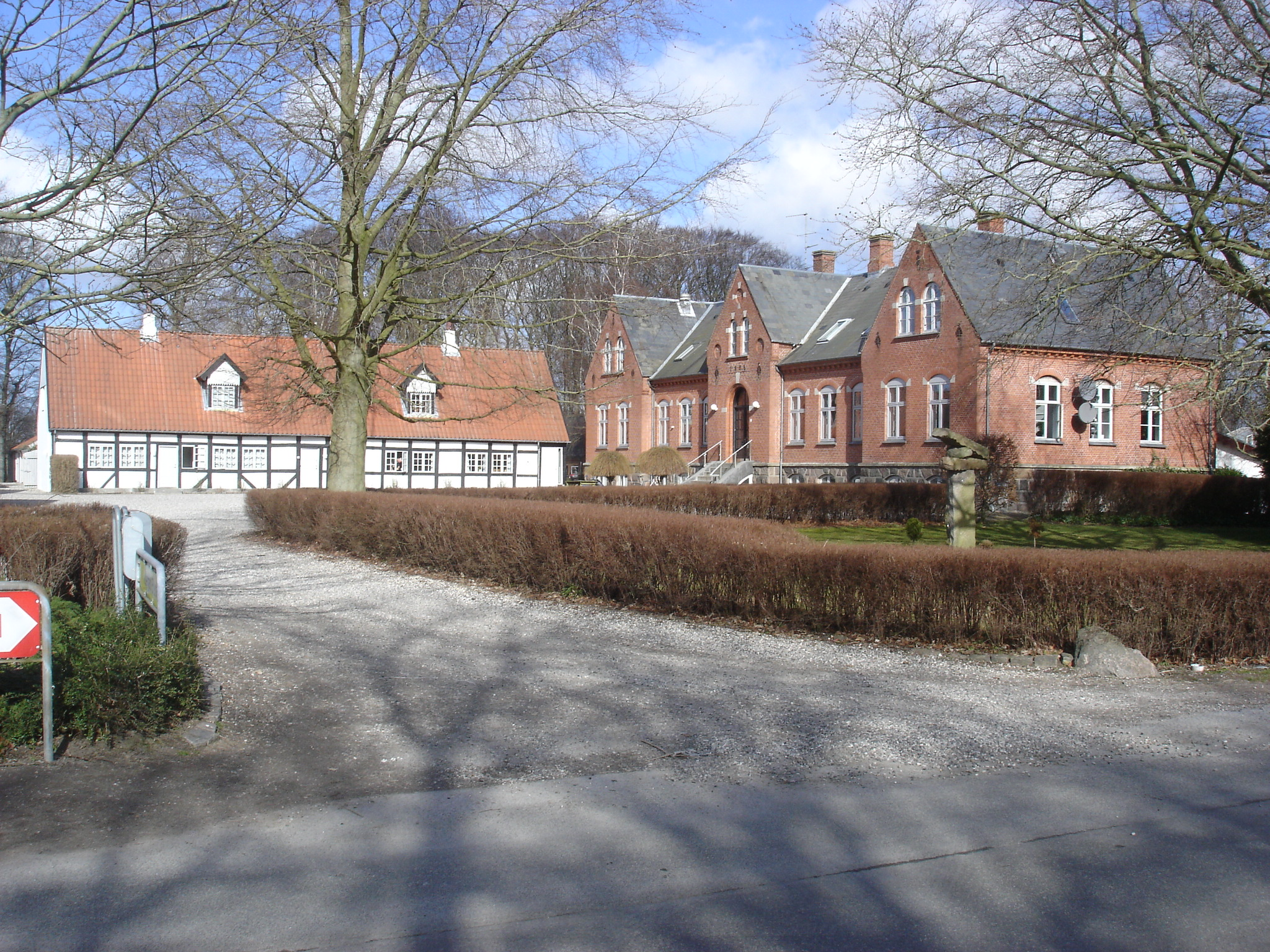
Nislevgård
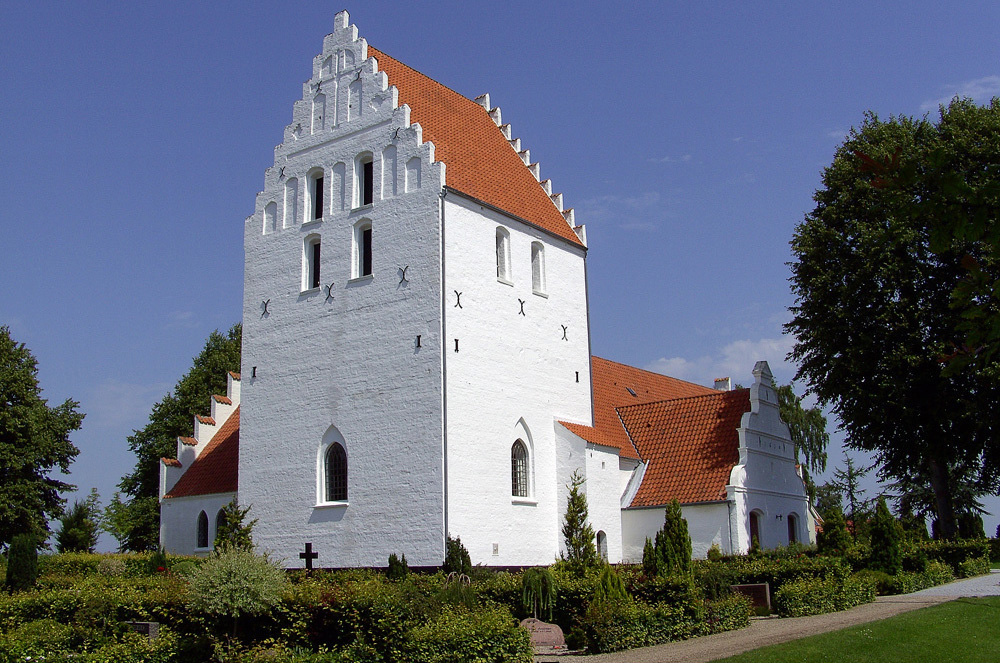
Místní kostel
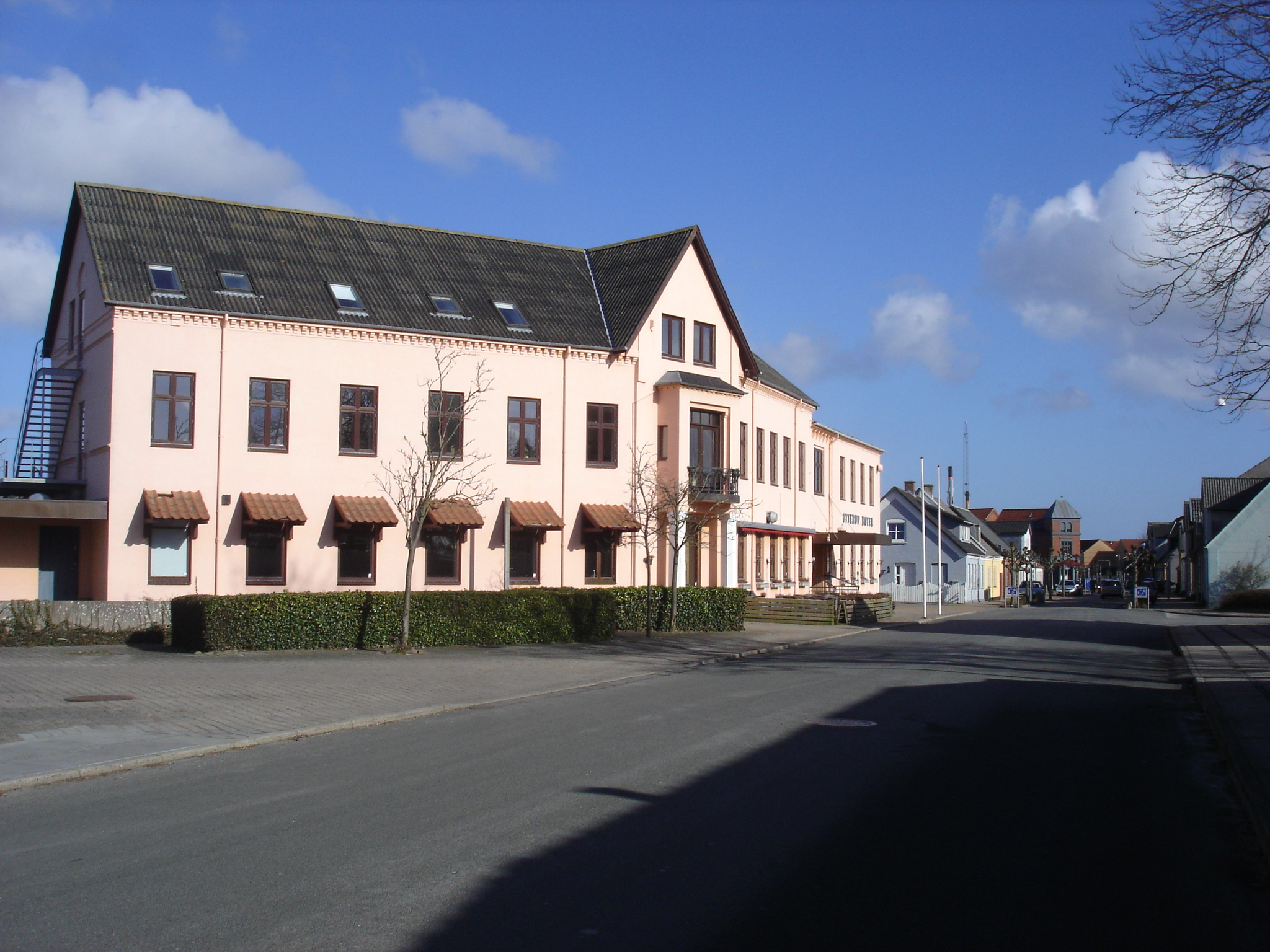
Místní hotel